# Джон Дабълдей
Джон Дабълдей (на английски: John Doubleday) е британски художник и скулптор, известен предимно със своите публични статуи на Нелсън Мандела, принц Филип, Чарли Чаплин, Бийтълс (Ливърпул), Дилън Томас, сър Лорънс Оливие, Голда Меир, Греъм Гуч, Шерлок Холмс и др.

## Биография и творчество
Джон Дабълдей е роден на 9 октомври 1947 г. в Лангфорд, близо до Малдън, Есекс, Англия. Следва скулптура в Голдсмитс Колидж на Лондонския университет. Той е фигуративен скулптор, работещ от 1965 г. предимно в бронз. Прави първата си самостоятелна изложба в галерията Waterhouse and Dodd в Лондон през 1968 г. Направил е повече от тридесет самостоятелни изложби във Великобритания, Северна Америка и в Европа. Работи и в областта на натюрморта.
Творчеството му е повлияно от скулптора Шарл Деспио и от посещенията му в Музея на Антоан Бурдел в Париж.
Джон Дабълдей живее в Грейт Тотам.

## Произведения
- Шерлок Холмс в Мейринген, край водопада Райхенбах[3]
- Джералд Даръл в зоологическата градина в Джърси
- Дилън Томас в Суонзи
- Йохан Баптист Пфлуг в Биберах ан дер Рис
- Дороти Сейърс в Уитъм, Есекс
- Изъмбард Кингдъм Брунел в Бристол
- Чарли Чаплин във Вьове
- „Феникс и четирите елемента“ в Бристол